# Pyura columna
Pyura columna är en sjöpungsart som beskrevs av Monniot 1991. Pyura columna ingår i släktet Pyura och familjen lädermantlade sjöpungar. Inga underarter finns listade i Catalogue of Life.